# Oeneis saga
Oeneis saga är en fjärilsart som beskrevs av Bang-haas 1912. Oeneis saga ingår i släktet Oeneis och familjen praktfjärilar. Inga underarter finns listade i Catalogue of Life.